# شاهد 136
شاهد 136 (بالفارسية: شاهد ۱۳۶) هي ذخيرة متسكعة (طائرة دون طيار تحمل ذخيرة وتستعمل مرة واحدة) صنعت في إيران ودخلت الخدمة في عقد 2020. استُخدمت في اليمن من قبل الحوثيين وفي أوكرانيا من قبل القوات الروسية.
صُممت لمهاجمة الأهداف الأرضية عن بُعد. تُطلق عادةً بدفعات متعددة من منصة اطلاق. نُشر أول فيديو للطائرة المسيرة في ديسمبر 2021.